# جيمي بورتر
جيمي بورتر (25 مايو 1993 في المملكة المتحدة - ) (بالإنجليزية: Jamie Porter)‏ هو لاعب كريكت بريطاني. لعب مع نادي مقاطعة ساسكس للكريكت ‏.

## وصلات خارجية
- جيمي بورتر على موقع إي آس بي آن كريك إنفو (الإنجليزية)